# Paul Cayard
Pour l’article homonyme, voir Cayard.
Paul Cayard est un skipper américain, né le 19 mai 1959 à San Francisco.

## Biographie
Débutant en catégorie Star, il est nommé remplaçant pour les Jeux olympiques de 1984. Il participera finalement aux compétitions olympiques lors des Jeux olympiques de 2004 à Athènes et sera champion du Monde de la catégorie en 1988 à Río de la Plata.
Il concourt dans d'autres catégories de courses maritimes, comme les courses au grand large telles que la Whitbread, compétition qu'il remporte avec le bateau suédois EF Language. Il a également remporté l'Admiral's Cup 1995.
Mais, c'est surtout la Coupe de l'America qui assure sa renommée. Il a participé à cinq éditions. Après une première édition comme marin, il occupe le poste de tacticien lors de l'édition de 1987. Pour l'édition de 1992, il occupe le poste de skipper du bateau italien de Raul Gardini, Il Moro di Venezia, avec lequel il remporte la Coupe Louis-Vuitton, le qualifiant pour disputer la coupe de l'America face à America³. Cayard et les Italiens sont battus 4 à 1 par les Américains.
En 1995, il rejoint l'équipe de Dennis Conner en tant que barreur de Stars & Stripes. Il participe alors à la Citizen Cup, dont le but est de désigner le defender pour l'édition 1995 de la coupe de l'America. Bien que moins rapide que les autres candidats à la défense du trophée, le team de Conner remporte la Citizen Cup. Conner choisit alors d'utiliser le bateau de Young America, plus rapide, pour affronter Team New Zealand. Cela s'avère cependant insuffisant et les Néo-Zélandais remportent facilement le trophée par 5 régates à 0.
En 2000, Paul Cayard décide de former son propre syndicat, nommé AmericaOne. Il arrive en finale de la Coupe Louis-Vuitton. Face au bateau italien Prada. Les régates entre les deux bateaux sont très disputées, les écarts ne dépassant jamais les 2 minutes. Menant 4 à 3, Cayard perd les deux dernières régates et laisse les Italiens affronter les Néo-Zélandais.
En raison des difficultés à financer son projet pour l'édition 2003, il abandonne ses droits à  Larry Ellison qui forme le team BMW Oracle Racing, dont Cayard occupe un temps le titre de skipper. Après avoir été démis de son rôle de skipper pour occuper un rôle administratif, il quitte le syndicat.
En 2007, Cayard devient conseiller technique de l'équipe espagnole Desafío Español 2007. En 2009, il rejoint l'équipe suédoise Artemis Racing pour le circuit TP 52 et les America's Cup World Series. Il est directeur général et tacticien d'Artemis pour la coupe de l'America 2013. En 2023, il est élu président de la classe Star.

## Palmarès

### Jeux olympiques d'été
- 5e en star aux Jeux olympiques de 2004

### Championnat du monde
- Champion du monde en Star en 1988
- Champion du monde en Maxi en 1988 et 1995
- Champion du monde en One Ton en 1989
- Champion du monde en 50 pieds en 1991

### Coupe de l'America
- Finaliste de la Coupe Louis-Vuitton 2000 face à Prada
- Finaliste de la Coupe de l'América 1995 avec Dennis Conner face à Team New Zealand
- Finaliste de la Coupe de l'América 1992 avec le bateau italien Il Moro di Venezia de Raul Gardini
- Échoue face à Dennis Conner pour avoir l'honneur de défendre la Coupe de l'América 1987
- 3e de la course des Defender en 1983
- Champion du monde Maxi Class en 1988
- Champion du monde des 50 pieds en 1991

### Autres
- Vainqueur de la Coupe Louis-Vuitton 1992 et 1995
- 3e du Tour de France à la Voile 1994 - Team "Ville de Bordeaux".
- 2nd du Tour de France à la Voile 1995 - Team "Région Aquitaine"
- Vainqueur du Tour de France à la Voile 1996 - Teaml "Leclerc - Region SCASO"
- Vainqueur de la Whitbread Round the World Race  1997-1998
- Vainqueur de la Steinlager Cup 1999
- Vainqueur de la Admiral's Cup  1995

### Distinction personnelle
- Nommé marin de l'année 1998
- Nommé marin de l'année 1992